# Carl Ferdinand Pohl
Pour les articles homonymes, voir Pohl.
Anton Carl Ferdinand Pohl (6 septembre 1819-28 avril 1887) est un organiste, historien de la musique, archiviste et compositeur classique germano-autrichien.   

## Biographie
Pohl naît à Darmstadt le {{date-|6 septembre 1819}}. Il fréquente l'école secondaire dans sa ville natale et étudie afin de devenir graveur. Parallèlement, il prend des cours de musique avec Johann Christian Heinrich Rinck. En 1841, il se rend à Vienne et poursuit ses études auprès de Simon Sechter. De 1849 à 1855, il travaille comme organiste à l'église protestante de Gumpendorf. Il voyage ensuite. En 1866, il prend le poste d'archiviste de la Société philharmonique de Vienne. 
En tant qu'auteur musical, il rédige des livres sur Wolfgang Amadeus Mozart et Joseph Haydn. Parmi ses amis se trouve Johannes Brahms, qu'il encourage à composer les Variations Haydn (op. 56). 
Il meurt à Vienne. Ses archives sont conservées à la Société philharmonique de Vienne.

## Écrits sélectionnés
- (de) Mozart und Haydn à Londres, 2 volumes, Vienne 1867 ( version numérisée )
- (de) Simon Sechter, dans  Jahresbericht des Wiener Conservatoriums 1868
- (de) Die Gesellschaft der Musikfreunde des Österreichischen Kaiserstaates und ihr Conservatorium, Vienne 1870 ( version numérisée )
- (de) Denkschrift aus Anlass des hundertjährigen Bestehens der Tonkünstler-Societät, Vienne 1871 ( version numérisée )
- (de) Joseph Haydn, 3 volumes, Leipzig 1878–1882 (troisième volume complété par Hugo Botstiber )
- (de) ADB:Friberth, Karl, « Friberth, Karl », dans Allgemeine Deutsche Biographie (ADB), vol. 7, Leipzig, Duncker & Humblot, 1877, p. 376